# Actinoscyphia aurelia

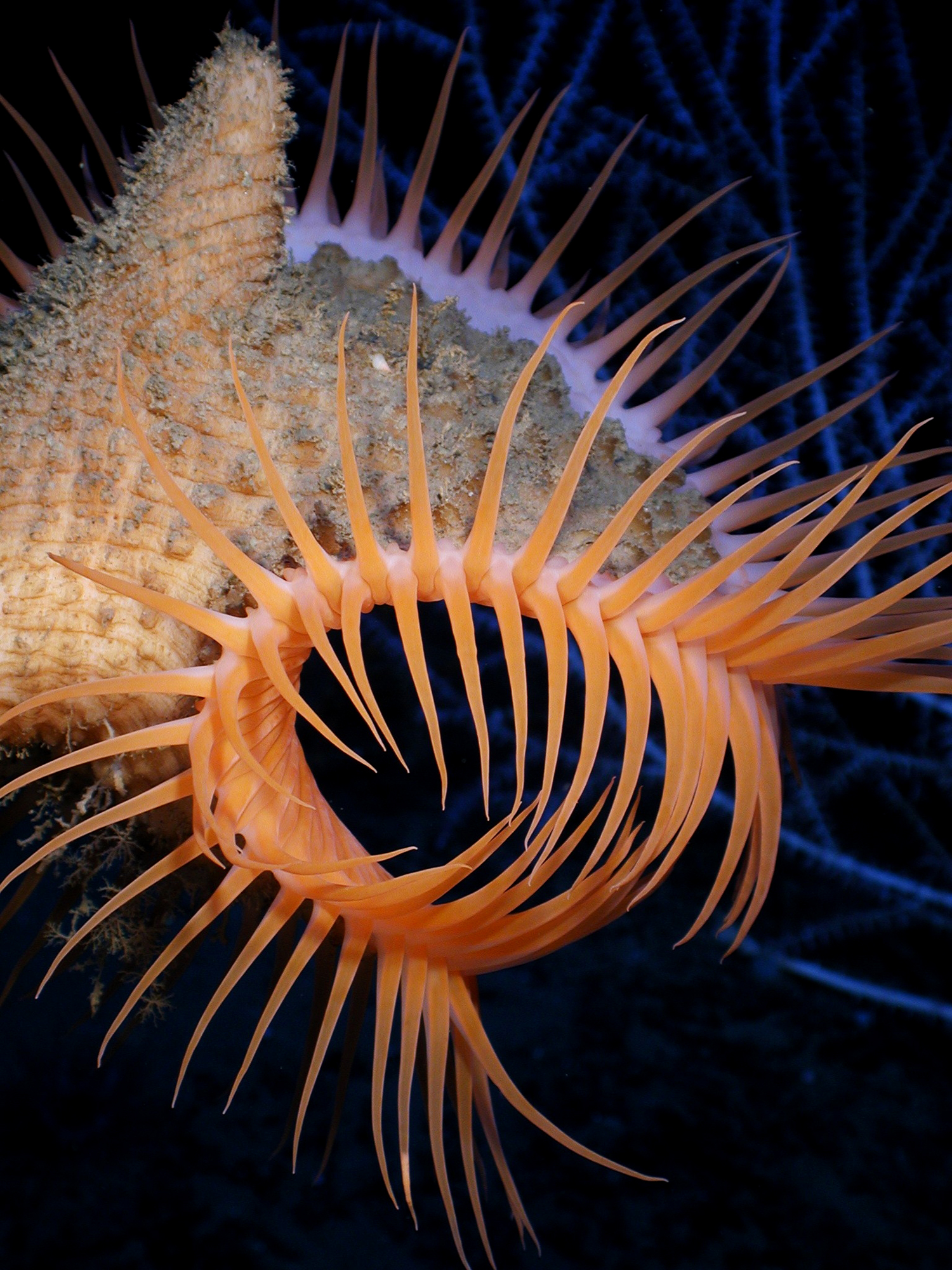

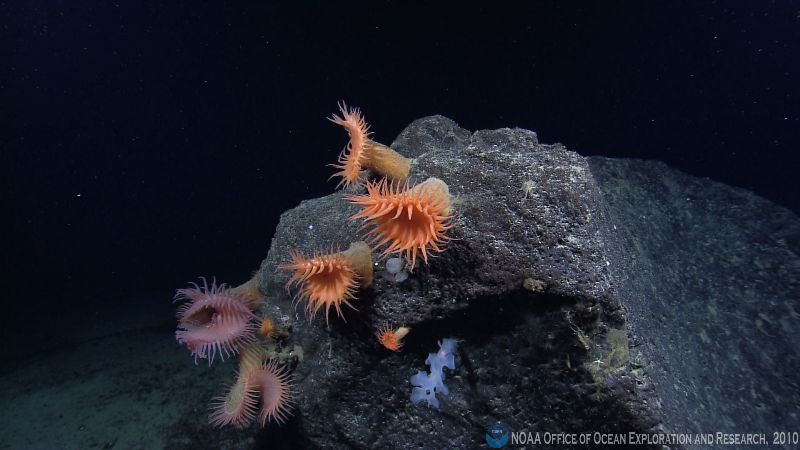
Varios ejemplares de A. aurelia

Actinoscyphia aurelia es una especie de anémona de mar, de la familia Actinoscyphiidae.  
Su nombre común en inglés es Venus flytrap sea anemome, o anémona marina Venus atrapamoscas, debido a su parecido con la planta carnívora Dionaea muscipula, cuyo nombre común es Venus flytrap.

## Morfología
Su cuerpo, o columna, es cilíndrico y grueso, y su extremo basal es un disco plano que funciona como pie, el disco pedal, que en su caso es pequeño y suele utilizar para adherirse. Su extremo apical es el disco oral, el cual tiene la boca en el centro, y en el margen dos hileras de tentáculos, compuestos de cnidocitos, células urticantes provistas de neurotoxinas paralizantes en respuesta al contacto. La anémona utiliza este mecanismo para evadir enemigos o permitirle ingerir presas más fácilmente hacia la cavidad gastrovascular. Normalmente orienta su disco oral hacia las corrientes con el fin de atrapar el plancton.
El esfínter es mesogleal y comparativamente grande con el tamaño del cuerpo. Los músculos retractores de los mesenterios son difusos. Tiene seis pares de mesenterios perfectos estériles, y otros fértiles, en total, tiene más mesenterios que tentáculos. Sus dos sifonoglifos están bien desarrollados. Sus cnidocitos son: espirocistos,  basitrichos y p-mastigóforos microbásicos.
Alcanza los 30 cm de diámetro.

## Hábitat y distribución
Son de las denominadas anémonas de aguas profundas, y la mayoría de los ejemplares se localizan en zonas abisales, por debajo de los 900 m de profundidad. Habitan entre 710 y 2136 m de profundidad, y en un rango de temperaturas entre 3.64 y 9.99 °C.
Se distribuyen en aguas del Atlántico, tanto en el Golfo de México, como en Irlanda, Azores, Canarias, Marruecos, Mauritania, Sahara y Nigeria.

## Alimentación
Estas anémonas son micrófagos suspensívoros, que se alimentan de las presas de zooplancton que capturan con sus tentáculos.

## Reproducción
Las anémonas se reproducen tanto asexualmente, por división, en la que el animal se divide por la mitad de su boca formando dos clones; o utilizando glándulas sexuales, encontrando un ejemplar del sexo opuesto. En este caso, se genera una larva plánula ciliada que caerá al fondo marino y desarrollará un disco pedal para convertirse en una nueva anémona.